# 길버트 마셜 제도 전역

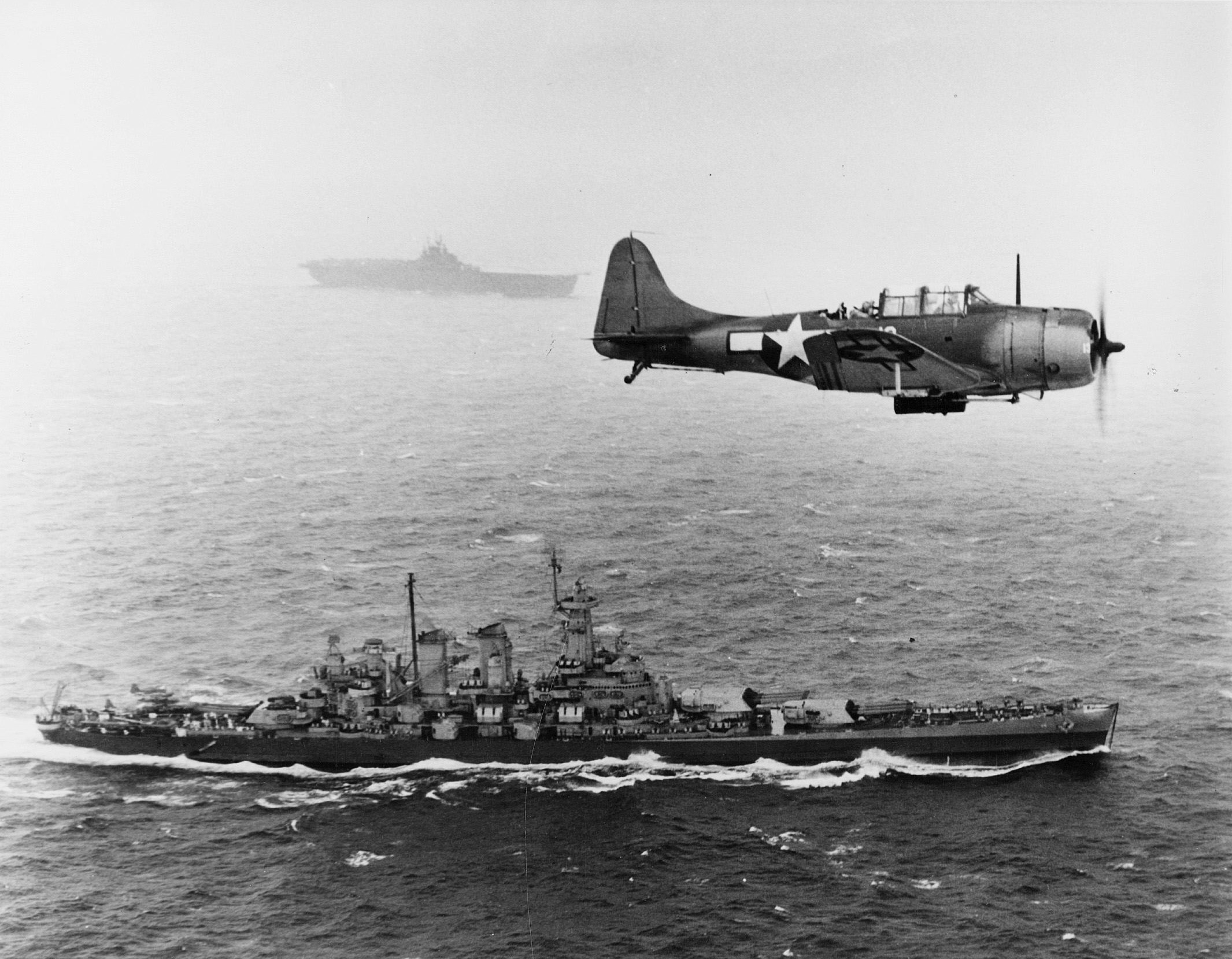

길버트 마셜 제도 전역(Gilbert and Marshall Islands Campaign)은 1942년 8월부터 1944년 2월까지 제2차 세계 대전 중 태평양 전역에서 미국과 일본이 벌인 일련의 전투이다. 미국 태평양 함대와 미국 해병대가 중앙 태평양을 횡단하는 첫 번째 단계였다. 목적은 중앙 태평양 전역에서 다가오는 작전을 위해 항공 및 해군 지원을 허용할 비행장과 해군 기지를 설립하는 것이었다. 갈바닉 작전과 쿠르바시 작전은 1943년 11월 20~23일 타라와 전투와 1943년 11월 20~24일 마킨 전투 동안 타라와와 마킨을 점령한 길버트 작전(현대 키리바시)의 암호명이다. 플린트록 작전(Operation Flintlock)과 캐치폴 작전(Operation Catchpole)은 마샬 제도의 콰잘레인 환초, 에네웨타크 환초, 마주로에 있는 일본 기지를 점령하는 것을 목표로 했다.